# فرط الكرومية

منحنى ذوبان حمض نووي بدلالة درجة الحرارة. زيادة امتصاص الأشعة فوق البنفسجية يُميز ظاهرة فرط الكرومية.

فرط الكرومية هو زيادة في الامتصاص (كثافة ضوئية) لمادة معينة. أكثر الأمثلة شهرة هو فرط كرومية الدنا الذي يحدث حين يتم إفساد بنية دنا مزدوجة. يزداد امتصاص الأشعة فوق البنفسجية حين تنفصل سلسلتا دنا لولب مزدوج سواء بالحرارة أو بإضافة مُفسِد أو بزيادة مستوى الأس الهيدروجيني،. أما العكس وهو انخفاض في الامتصاصية فيسمى نقص الكرومية.
يسمى إفساد الدنا بالحرارة أيضا بالذوبان، ويسبب ذلك فك لولبة الدنا وتشكل سلسلتين منفردتين. حين تتم تحمية دنا متواجد في محلول لدرجة أكثر من درجة ذوبانه (في العادة أكثر من 80°) تنحل السلسلة اللولبية المزدوجة وتصبح القواعد غير محزمة ويمكنها نتيجية لذلك امتصاص الضوء. في حالتها الابتدائية تمتص القواعد أطول موجاتٍ في حدود 260 نانومتر، وحين تصبح غير محزمة لا يتغير طول الموجات الأقصى الممتص لكن تزداد الكمية الممتصة بـ 37%. تنتج سلسلة دنا مزدوجة تتحل إلى سلسلتين منفردتين انتقالا حادا مماثلا.
يمكن استخدام فرط الكرومية لتحديد وتتبع حالة الدنا مع تغير درجة الحرارة. درجة حرارة الانتقال/التحول (Tm) هي درجة الحرارة التي يكون فيها امتصاص الأشعة فوق البنفسجية في 50% (المنتصف) بين معدل الامتصاص الأقصى والأدنى أي: أين يكون 50% من الدنا قد تمسّخ.
تأثير فرط الكرومية هو الزيادة البارزة في امتصاصية الدنا عند حدوث التمسخ، ترتبط سلستا الدنا بشكل أساسي عبر تفاعلات التحزيم، الروابط الهيدروجينية، تأثير كره الماء بين القواعد المتكاملة. تحد الرابطة الهيدروجينية رنين الحلقة العطرية ولذلك يكون امتصاص العينة محدودا كذلك. حين تتم معالجة لولب الدنا المزدوج بمعاملات التمسيخ يتم تعطيل قوة التفاعل المحافظة على بنية اللولب المزدوج، فيتم تفكك اللولب إلى سلسلتين منفردتين تكونان على بنية ملتفة عشوائية، وينخفض حينها التفاعل بين القواعد وهو ما يزيد امتصاص الأشعة فوق البنفسجية من الدنا في المحلول لأن العديد من القواعد في هيئة حرة ولم تشكل روابط هيدروجينية. ونتيجة لذلك يكون امتصاص سلسلة دنا واحدة منفردة مرتفعا بـ 37% عن سلسلة مزدوجة في نفس التركيز.